# فرودگاه بین‌المللی پاناما سیتی–شهرستان بی
 فرودگاه بین‌المللی پاناما سیتی-بی کانتی (به انگلیسی: Panama City-Bay County International Airport) یک فرودگاه همگانی بهره‌برداری هوایی است . این فرودگاه در کشور پاناما قرار دارد و در ارتفاع ۶ متری از سطح دریا واقع شده است.